# Jorlian Sánchez
Jorlian Abdiel Sánchez Judge (ur. 17 marca 1996 w Colón) – panamski piłkarz występujący na pozycji napastnika, reprezentant Panamy, od 2024 roku zawodnik Plaza Amador.